# Мадонна из Казале
«Мадонна с Младенцем и Благовещение» (итал. Madonna con Bambino e Annunciazione) или «Мадонна из Казале» (итал. Madonna di Casale) — картина итальянского художника Мастера из Греве, написана в 1210—1215 году и представляет собой живопись темперой на доске размером 180×78 см частично покрытой серебром. В настоящее время хранится в первом зале галереи Уффици, во Флоренции.

## История картины
Картина получила своё название от оратория Санта-Мария-дель-Казале в Греве-ин-Кьянти, где она находилась прежде, чем попала в галерею Уффици. Однако, по мнению некоторых искусствоведов, например, Миклоша Бошковича, изначально образ был создан для аббатства Монтескалари, которое находилось в ведении валломброзиан и было восстановлено ими в 1212 году.
В XVIII веке картина была переписана художником Иньяцио Угфордом, а в XIX веке — Тито Конти, так что внешний вид её оказался полностью изменённым. В 1986 году образ был отреставрирован. В ходе проведённых работ ему был возвращён первозданный вид. Краски оказались нетронутыми, за исключением нескольких небольших лакун на лице Богомладенца и в сцене Благовещения у подножия трона.
Ранее выставлялась во внутреннем дворике церкви Святого Петра у Скераджо. Сейчас находится в первом зале галереи Уффици, которая получила её в дар от графини Ады Кафаро-Леоне.

## Композиция и персонажи картины
На тёмном фоне доски, частично покрытой серебром, изображена, сидящая на престоле, Богоматерь с младенцем. Картина имеет большие рельефные части — ряд шпонок, которые украшают её края и ореол над головой Пресвятой Девы Марии.
Голова Богоматери и ореол выступают за пределы прямоугольной формы картины, что характерно для произведений европейского сакрального искусства XIII века. Престол изображён плоским с красной подушкой, со спинкой и подставкой, украшенной геометрическим орнаментом в красных, синих и золотистых тонах. Жесткая фронтальность изображения ведёт происхождение от византийских образцов. Богатая драпировка стилизованна автором во избежание слишком жесткой схематичности и обнаруживает несколько слоёв краски, которые художник наложил на мантию Богоматери. Вышитые на мантии три звезды, древние символы божественной милости ко Пресвятой Деве Марии и воспоминание о Вифлеемской звезде.
Младенец возносит руку с благословляющим жестом, который был позаимствован автором у Мадонны из Ровеццано в местной церкви Святого Андрея. Она считается самой старой сохранившейся работой флорентийской школы. Из этого образца также заимствованы художественные и симметричные складки плата, который обрамляет лицо Богоматери. Сцена Благовещения с архангелом Гавриилом и Пресвятой Девой Марией изображена под престолом на фоне стилизованного города и скалы в правом углу.